# Münchner Künstlertheater
Das Münchner Künstlertheater war ein von Max Littmann entworfenes Theater in München im ehemaligen Ausstellungspark auf der Theresienhöhe.

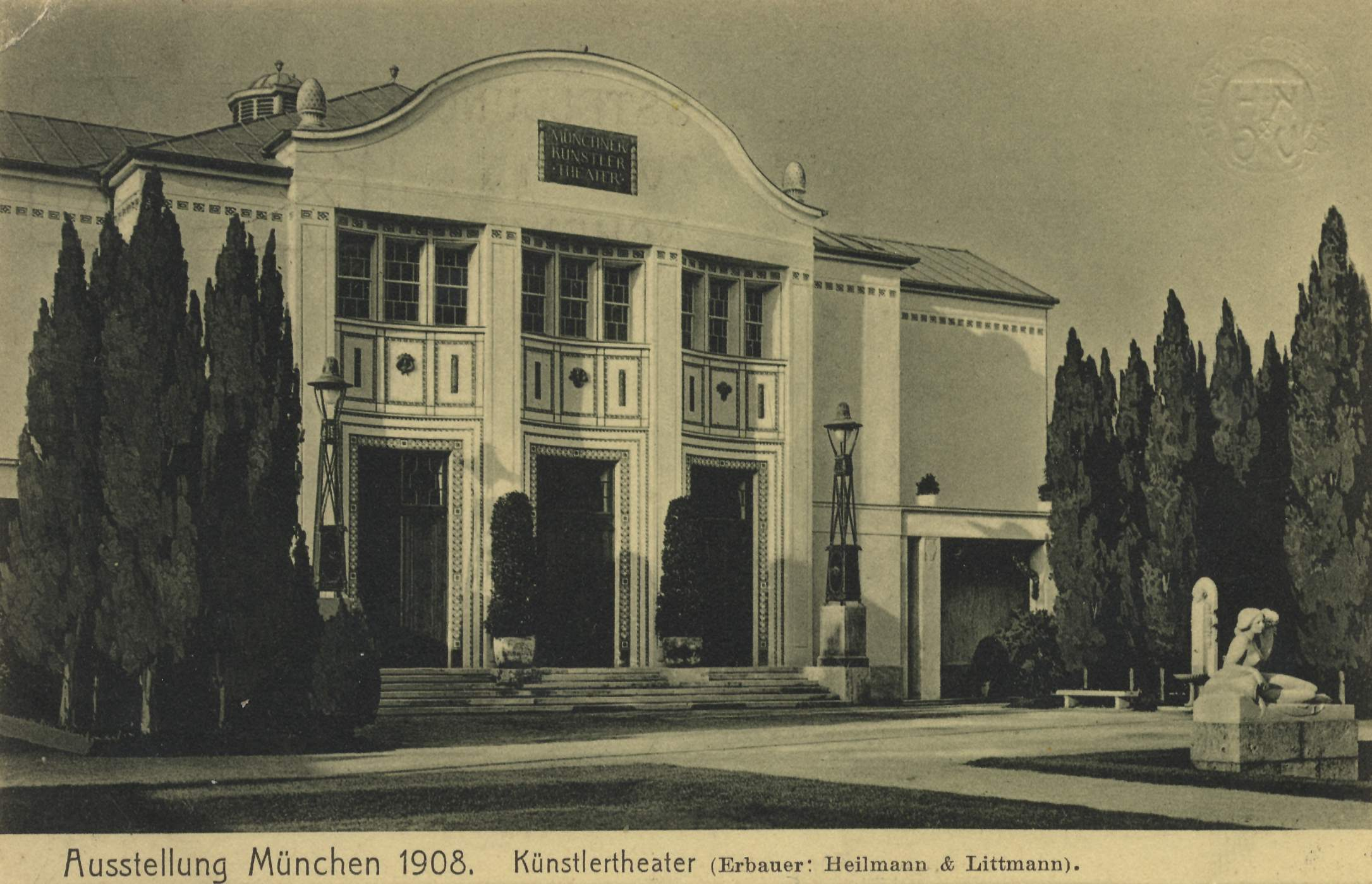
Münchner Künstlertheater 1908

## Geschichte
Im Jahr 1907 wurde der Verein Münchner Künstlertheater gegründet. Dessen Schriftführer und Dramaturg im künstlerischen Beirat war der Journalist und Dramatiker Georg Fuchs. Er verlangte als Konsequenz seiner Reformideen die Abschaffung der Rampe, an deren Stelle ein Amphitheater mit abschließender Logenreihe treten sollte. Damit verbunden waren seine Forderungen nach Überwindung des Naturalismus und Rückbesinnung auf die Urformen der Schauspielkunst. Das Theaterspiel sollte als Kulthandlung erneuert werden. In diesem Sinne arbeitete Fuchs mit dem Maler Fritz Erler zusammen.
Das Münchner Künstlertheater wurde von Max Littmann entworfen und 1908 eröffnet. Es war das erste Spielhaus in Deutschland, das nach Jugendstilästhetik gebaut wurde. Typisch waren die flache Bühne (Reliefbühne) und der fehlende Orchestergraben.
Am 17. Mai 1908 wurde das Theater mit Faust I eröffnet. Auf dem Spielplan standen William Shakespeare, August von Kotzebue, Josef Ruederer, Andreas Gryphius, Miguel de Cervantes und das Stück Tanzlegendchen von Georg Fuchs. Obwohl die ersten von Fuchs koordinierten Produktionen nicht besonders erfolgreich waren, erregte das Gebäude viel Aufmerksamkeit.
1909 wurde der Verein aufgelöst und das Theater an Max Reinhardt verpachtet. Fuchs als Theaterleiter war nun ohne Einfluss auf die künstlerische Führung. Von 1911 bis 1913 waren er und der Drei-Masken-Verlag Pächter. Die Spielgestaltung nahm keine Rücksicht auf die ursprünglichen Reformideen. Das Theater wurde 1914 endgültig geschlossen. Das Gebäude wurde während des Bombenangriffs im Zweiten Weltkrieg zerstört.